# Fritz Mittelmann

Fritz Mittelmann

Fritz Mittelmann (* 30. Januar 1886 in Berlin; † 25. Juni 1932 ebenda) war ein deutscher Schriftsteller und Politiker der DVP.

## Leben und Beruf
Nach dem Abitur auf dem Dorotheenstädtischen Realgymnasium in Berlin studierte er an der dortigen Universität, sowie später in Marburg und München, Nationalökonomie, Geschichte, Philosophie, Kunstgeschichte und deutsche sowie ausländische Literatur. 1908 wurde er zum Doktor der Philosophie promoviert. Anschließend setzte er sein Studium an der Sorbonne in Paris fort und absolvierte längere Auslandsreisen. Nach seiner Rückkehr nach Deutschland ließ er sich als freier Schriftsteller in Stettin nieder.

## Partei und politische Publizistik
Im Kaiserreich war Mittelmann Mitglied der Nationalliberalen Partei. 1918 beteiligte er sich an der Umgründung der Nationalliberalen zur DVP.
In Stettin gab er ab 1918 Die Rundschau – Zeitung für nationale und liberale Politik heraus. Das anfangs wöchentliche, dann 14-tägliche Blatt aus dem Stettiner Nationalverlag war Nachfolger der seit 1913 existierenden Nationalliberale Rundschau. Mittelmann hatte schon an diesem Parteiorgan der regionalen Nationalliberalen Partei mitgearbeitet.

## Abgeordneter
Mittelmann gehörte der Weimarer Nationalversammlung an. Anschließend war er bis 1930 Reichstagsabgeordneter.

## Veröffentlichungen
- Ernst Bassermann. Sein politisches Wirken (Reden und Aufsätze). Curtius-Verlag, Berlin.
- Kreuz und quer durch Belgien. Stettin 1915.
- Balkanwanderungen
- Albert Emil Brachvogel und seine Dramen
- Von der Revolution zur Nationalversammlung
- mit Anton Erkelenz: Carl Schurz. Der Deutsche und der Amerikaner. Zu seinem 100. Geburtstage am 2. März 1929. Verlag Sieben Stäbe, Berlin 1929.